# 1441 az irodalomban
Az 1441. év az irodalomban.

## Születések
- 1441 vagy 1440 – Matteo Maria Boiardo itáliai reneszánsz költő, az Orlando inamoramento (A szerelmes Orlando) című verses lovagregény szerzője († 1494)